# Louis Grignon (écrivain)
Pour les articles homonymes, voir Louis Grignon.
Louis Grignon est un écrivain français né à Châlons-sur-Marne (actuellement Châlons-en-Champagne) le 21 octobre 1829 et mort à Paris le 27 août 1891.

## Biographie
Officier d’administration, c'est en retraite, à Gueret en 1868 puis à Châlons en 1874, qu'il commença à écrire, il est l'auteur de nombreuses études d’histoire locale.
Il écrivit avec succès des nouvelles humoristiques comme le Côté des hommes, des récits où revivait le vieux Châlons du Moyen Âge et de la Renaissance dans la Tour maudite, le Barbier Jodet et la Dame de Trosnay ; des feuilletons d’une originalité étrange, comme le Train des suicidés.
Il publia aussi de curieuses études sur la musique et les musiciens, sous le titre Vieilles orgues et vieux organistes, diverses monographies sur les églises de Châlons; Saint-Alpin, Saint-Jean, Notre-Dame -en-Vaux. Il publia aussi l’histoire de diverses corporations, cordonniers, tonneliers et marchands de vins, pharmaciens, confrères dudit denier. Son œuvre majeure en tant qu'historien est Topographie historique de la ville de Châlons sur Marne en 1889. Cet ouvrage de référence fait l'objet en 1976 d'une nouvelle édition complétée par Jean-Marie Arnoult et Jean-Pierre Ravaux.

## Sources
- Jean-Paul Barbier Des Châlonnais célèbres, illustres et mémorables, 2000.
- Louis Grignon Topographie historique de la Ville de Châlons-sur-Marne, nouvelle édition complétée par Jean-Marie Arnoult et Jean-Pierre Ravaux, Châlons-sur-Marne : Association des Amis de la bibliothèque enfantine, 1976. L'ouvrage débute p. I-XXVII par une notice historique de Louis Grignon, suivie d'une bibliographie.